# 대청가시풀
대청가시풀(학명: Cenchrus longispinus)은 벼과 대청가시풀속에 속하는 한해살이풀이다. 북아메리카(캐나다와 멕시코, 미국) 원산으로 유럽과 오스트레일리아, 뉴질랜드에서 발견되는 종들은 도입종이다. 한국에서는 대청도와 백령도에서 발견된다.

## 생김새
줄기의 높이는 15-40 센티미터이며, 아랫 부분이 땅에 눕고 위는 직립한다. 잎은 길이 5-20 센티미터 정도이고, 잎집은 편평하고 털이 없다. 엽설(葉舌, 잎집과 잎몸 사이에 생기는 혀 모양의 돌기)은 길이 1 밀리미터이다. 꽃은 7-9월에 피며 줄기 끝에 자루 없이 항아리 모양의 총포 6-15개가 다린 3-8 센티미터의 수상화서로 달린다.
총포는 흰색 털과 길이 7mm 정도의 가시로 덮여 있다.